# Topònims de Collmorter i Mur
Llistat de topònims del poble de Collmorter i de l'entorn del Castell de Mur, a l'antic terme municipal de Mur, actualment integrat en el de Castell de Mur, del Pallars Jussà, presents a la Viquipèdia.

## Edificis

### Castells
- Castell de Mur

### Esglésies

#### Romàniques
| - Sant Miquel de Collmorter | - Santa Maria de Mur | - Sant Valentí de Mur |  |

### Masies (pel que fa als edificis)
| - Cal Franxo | - Cal Soldat |  |  |

## Geografia

### Boscs
- Alzinar de Mur

### Camps de conreu
| - La Colomina - Les Comelles | - Cordillans - Les Cornelles | - Tros de Gassó | - Vinya d'Urbà |

### Cingleres
- Cingle del Solà

### Corrents d'aigua
| - Barranc de les Calcilles - Llau de les Calcilles | - Barranc del Doratori - Barranc de Font Truïda | - Barranc dels Masos d'Urbà | - Barranc del Prat de la Font de Roca |

### Diversos
| - Los Masos - Les Ribes, a Collmorter | - Les Ribes, a Mur | - El Tornall | - Los Trullols |

### Entitats de població
- Collmorter

### Masies (pel que fa al territori)
| - Cal Franxo | - Cal Soldat |  |  |

### Muntanyes
- Serrat del Pui

### Obagues
| - Obac de Mur | - L'Obac | - Obaga de la Font de Mur | - Obac del Pui |

### Planes
- Planell de les Encortades

### Serres
- La Serreta

### Solanes
| - Solana de la Cornassa | - Solà de Mur | - Lo Solà |  |

### Vies de comunicació
| - Camí de Miravet - Camí de Mur, des de Puigcercós | - Camí de Puigcercós | - Camí de Torrenta | - Camí de Vilamolat de Mur, des del castell de Mur |